# Eloby
Die Eloby war ein 1913 in Dienst gestellter Passagierdampfer der britischen Reederei Elder Dempster & Company. Im Ersten Weltkrieg diente sie als Truppentransporter, bis sie am 19. Juli 1917 im Mittelmeer von einem  deutschen U-Boot versenkt wurde. 156 Soldaten und Besatzungsmitglieder kamen um.

## Das Schiff
Das 6.545 BRT große Dampfschiff Eloby wurde auf der Werft Irvine’s Shipbuilding & Dry Dock Co. Ltd. im Middleton Shipyard West Hartlepool gebaut und war 123,4 Meter lang, 16,5 Meter breit und hatte einen Tiefgang von 9,9 Metern. Das kombinierte Passagier- und Frachtschiff lief am 12. September 1912 vom Stapel und wurde am 22. Februar 1913 fertiggestellt. Das Schiff hatte zwei Schornsteine, zwei Masten und einen Propeller und wurde von dreizylindrigen Dreifachexpansions-Dampfmaschinen angetrieben, die 577 nominale PS leisteten und das Schiff auf 12 Knoten beschleunigen konnten.
Nach Kriegsausbruch wurde die Eloby als Truppentransporter verwendet. Am 19. Juli 1917 wurde das bewaffnete Schiff 75 Seemeilen südöstlich von Malta von dem deutschen U-Boot U 38 (Kapitänleutnant Max Valentiner) torpediert und sank auf der Position 35.11N/15.58E. 56 Besatzungsmitglieder, darunter der Kapitän, und 100 französische Soldaten kamen durch die Versenkung ums Leben.